# Sindrome di Rett
La sindrome di Rett è una grave malattia neurologica che colpisce nella maggior parte dei casi soggetti di sesso femminile.
La malattia è congenita, anche se non subito evidente, e si manifesta durante il secondo anno di vita e comunque entro i primi quattro anni. Colpisce circa un bambino su 10 000. Si possono osservare gravi ritardi nell'acquisizione del linguaggio e nell'acquisizione della coordinazione motoria. Spesso la sindrome è associata a ritardo mentale gravissimo o la totale assenza mentale. La perdita delle capacità di prestazione è generalmente persistente e progressiva.
La sindrome di Rett provoca gravi disturbi a molti livelli, rendendo chi ne è affetto dipendente dagli altri per tutta la vita. La sindrome prende il nome da Andreas Rett, il neurologo di origine austriaca che per primo la descrisse nel 1966.

## I sintomi
La malattia si presenta in quattro stadi: dopo una fase iniziale di sviluppo normale, si assiste a un arresto dello sviluppo e poi a una regressione, o perdita delle capacità acquisite (stadio 1). Si osserva un rallentamento dello sviluppo del cranio (di grandezza normale alla nascita) rispetto al resto del corpo tra i primi 5 e i 48 mesi di vita; uno sviluppo psicomotorio normale entro i primi 5 mesi di vita, con successiva perdita delle capacità manuali precedentemente sviluppate e comparsa di movimenti stereotipati delle mani (torcerle, batterle, muoverle, stringerle). Si assiste anche a una progressiva perdita di interesse per l'ambiente sociale, stereotipie manuali a hand-washing, anomalie all'EEG e microcefalia acquisita (stadio 2). Nel terzo stadio che si verifica prima dei 10 anni abbiamo un lieve miglioramento con un interesse per l'ambiente esterno, però restano l'inabilità a parlare e compare una severa scoliosi. Al quarto stadio abbiamo la comparsa di una tetraparesi spastica, tale comparsa avviene solitamente dopo il 10º anno di vita.
Possono essere anche presenti: irregolarità nella respirazione; anomalie dell'EEG; epilessia (oltre il 50% delle persone affette ha avuto almeno una crisi epilettica); aumento della rigidità muscolare con l'età, che può anche provocare deformità e atrofie muscolari; deambulazione a base allargata (in circa il 50% dei soggetti); scoliosi; nanismo lieve. Il QI massimo presentato dai soggetti affetti dalla malattia non è superiore a 9-11 punti.
Oltre alla variante classica esistono delle forme meno gravi.

## Possibili cause
Nella maggior parte dei casi, la sindrome di Rett (RTT) è causata da mutazioni sporadiche nel gene MECP2, localizzato sulla parte distale del cromosoma X (precisamente nella zona Xq28), deputato alla produzione di una proteina omonima. Tuttavia, sono anche stati osservati casi in cui, pur essendo presente questa anomalia, i soggetti non soddisfacevano i criteri che definiscono la sindrome di Rett. In meno del 10% dei casi, la sindrome è causata da mutazioni nei geni CDKL5 o FOXG1. La sindrome di Rett viene inizialmente diagnosticata mediante osservazione clinica, ma la diagnosi è definitiva solo quando si individua un difetto in uno dei suddetti geni. In alcuni casi molto rari, non si riesce a individuare alcuna anomalia in tali geni, e ciò suggerisce che anche altri geni mutati possano causare sintomi analoghi a quelli della RTT.

## Trattamenti
Non esiste una terapia risolutiva per la sindrome di Rett. Tuttavia, studi recenti, in particolare su modelli murini, hanno mostrato che riportando i livelli di MECP2 a valori fisiologici è possibile in massima parte ripristinare le funzioni compromesse dalla malattia. Un'altra area di ricerca è basata sull'uso del fattore IGF-1 (Insulin-like Growth Factor 1).
Inoltre, gran parte degli autori ritiene che il decorso della malattia possa essere modificato da una varietà di terapie, mirate a ritardare la progressione della disabilità motoria e a migliorare le capacità di comunicazione. Per questo la somministrazione di farmaci è volta principalmente a contrastare il disturbo motorio. Sono stati impiegati L-dopa e dopamino-agonisti. Tra questi, la bromocriptina e la lisuride hanno dato alcuni esiti positivi.
Miglioramenti nei sintomi respiratori e comportamentali, e nelle crisi epilettiche, si sono riscontrati con la somministrazione di naltrexone, che blocca l'azione delle endorfine antagonizzando i recettori oppiacei. Per contrastare le crisi epilettiche sono impiegati con successo anche gli antiepilettici tradizionali (carbamazepina e valproato di sodio), o più recenti (lamotrigina e gabapentin).
I farmaci si affiancano a terapie volte a conseguire miglioramenti sul piano educativo, cognitivo, comportamentale ed emozionale.
Nei primi anni di vita si consiglia un trattamento di tipo psicomotorio: lo scopo è mantenere le funzioni che erano state acquisite affinché non vadano perse; si parla quindi delle abilità relative all'uso della comunicazione (non solo strettamente linguistica ma anche gestuale, mimica, tonica), delle modulazioni affettive emozionali (gestione dei comportamenti emozionali problematici, soluzioni e strategie sostitutive per affrontarle), del mantenimento delle abilità motorie (non solo a livello esecutivo pratico, ma anche a livello cognitivo nell'elaborazione dello schema corporeo), dell'utilizzo dello spazio (sua organizzazione e investimento) e del tempo, della motivazione del soggetto; il tutto in questa terapia viene incoraggiato con strategie ludiche.
Per l'incoraggiamento della componente comunicativo-linguistica si raccomanda il trattamento logopedico.
Con il procedere degli anni si consigliano lavori volti alla maturazione emozionale come l'ippoterapia, la pet therapy, la musicoterapia.

## Criteri diagnostici del disturbo di Rett
Sebbene il disturbo di Rett sia stato classificato come disturbo neurologico a sé nel DSM-5 ("Diagnostic and Statistical Manual of Mental Disorders", Manuale diagnostico dei disturbi psichiatrici dell'American Psychiatric Association), venne catalogato fino al DSM-IV all'interno di una categoria generale, cioè quella dei disturbi pervasivi dello sviluppo.
Viene diagnosticato in base alla presenza di un certo numero di indicatori comportamentali. I criteri diagnostici sono organizzati nel seguente schema:
A) Tutti i seguenti:
1. sviluppo prenatale e perinatale apparentemente normale;
2. sviluppo psicomotorio apparentemente normale nei primi 5 mesi dopo la nascita;
3. circonferenza del cranio normale al momento della nascita.

B) Esordio di tutti i seguenti dopo il periodo di sviluppo normale:
1. rallentamento della crescita del cranio tra i 5 e i 48 mesi;
2. perdita di capacità manuali finalistiche acquisite in precedenza tra i 5 e i 30 mesi con successivo sviluppo di movimenti stereotipati delle mani (per es., torcersi o lavarsi le mani);
3. perdita precoce dell'interesse sociale lungo il decorso (sebbene l'interazione sociale si sviluppi spesso in seguito);
4. insorgenza di andatura o movimenti del tronco scarsamente coordinati;
5. sviluppo della ricezione e dell'espressione del linguaggio gravemente compromesso con grave ritardo psicomotorio.

## Varianti della sindrome di Rett
Sono state descritte delle varianti cliniche, le principali sono:
- Forma Frusta: compare più tardi. Minori stereotipie e uso delle mani parzialmente preservato;
- Forma congenita: non prevede il primo stadio, la sintomatologia è visibile prima dei sei mesi di vita, è dovuta alla mutazione del gene FOXG1 localizzata nel braccio lungo del cromosoma 14;
- Forma con inizio accelerato e epilessia già a sei mesi, dovuta al gene CDKL5, il quale normalmente ha la funzione di modulatore del gene MECP2;
- La forma più grave, conosciuta come variante congenita della sindrome di Rett: le pazienti non evidenziano nessun periodo di sviluppo normale nel primo periodo di vita;
- La variante con preservazione del linguaggio (Zappella Variant of Rett Syndrome)[9][10][11][12][13][14], che è una forma più lieve della malattia e nella quale le bambine riescono ad acquisire alcune abilità sia verbali sia manuali. È spesso caratterizzata da peso, altezza e dimensione della testa nella norma;
- La forma a convulsioni a esordio precoce di Hanefeld;
- La forma che colpisce gli uomini è possibile solo con un mosaicismo somatico, poiché la forma costitutiva causa un aborto spontaneo nel feto.

Per questo motivo, la definizione stessa della patologia è stata affinata nel corso degli anni: poiché accanto alla forma classica sussistono anche forme atipiche (Hagberg & Gillberg, 1993) è stato introdotto l'utilizzo della terminologia di "Rett Complex".